# Roebinstadion
Het Roebinstadion is een multifunctioneel stadion in Kazan, een stad in Rusland. 
Het stadion wordt vooral gebruikt voor voetbalwedstrijden, de voetbalclub Roebin Kazan maakte tot 1960 gebruik van dit stadion en het werd gebruikt voor de Zomeruniversiade van 2013. In het stadion is plaats voor 10.000 toeschouwers. 